# Paris-Roubaix de 2014
A Paris-Roubaix 2014 foi a 112.ª edição desta clássica ciclista. Foi o terceiro monumento da temporada e disputou-se no domingo 13 de abril de 2014, entre Compiègne e o velódromo André Pétrieux de Roubaix, sobre 257 km nos que passaram 28 sectores de pavé (repartidos num total de 51,1 km).
A prova pertenceu ao UCI WorldTour de 2014, sendo a décima competição de dito calendário.
O ganhador foi o neerlandês Niki Terpstra da equipa Omega Pharma-Quick Step, depois de lançar um ataque em solitário a falta de 6 km para a meta, conseguindo distanciar de um grupo de 11 corredores, que comandavam a carreira. O segundo lugar foi para o alemão John Degenkolb (Giant-Shimano) e terceiro foi o suíço Fabian Cancellara (Trek).

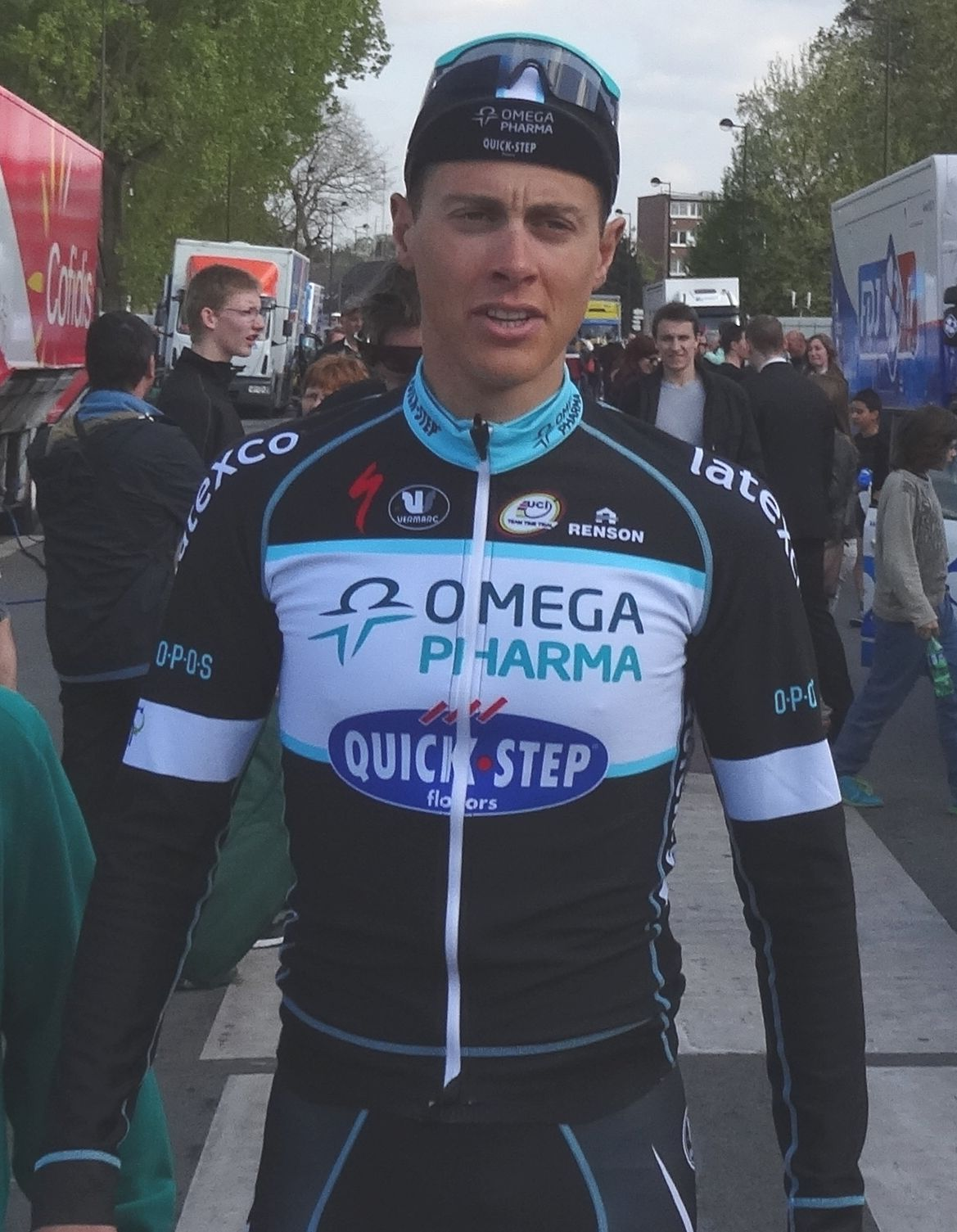
Niki Terpstra, o ganhador da carreira

## Equipas participantes
O organizador Amaury Sport Organisation tem comunicado a lista das equipas convidadas em {{|28|fevereiro|2014}}.  Participaram na carreira 25 equipas. Os 18 de categoria UCI ProTeam (ao ser obrigada sua participação); mais 7 de categoria Profissional Continental (o Bretagne-Séché Environnement, Cofidis, IAM Cycling, Topsport Vlaanderen-Baloise, NetApp-Endura, UnitedHealthcare Professional Cycling Team e Wanty-Groupe Gobert). As equipas estiveram integradas por 8 ciclistas (excepto Astana que o fez com 7), formando assim um pelotão de 199 corredores dos que 144 chegaram ao final.
| UCI ProTeams            | UCI ProTeams   | UCI ProTeams |
| Nome da equipa          | País           | Código       |
| ----------------------- | -------------- | ------------ |
| AG2R La Mondiale        | França         | ALM          |
| Astana Pro Team         | Cazaquistão    | AST          |
| Belkin                  | Países Baixos  | BEL          |
| BMC Racing              | Estados Unidos | BMC          |
| Cannondale              | Itália         | CAN          |
| Europcar                | França         | EUC          |
| Fdj.fr                  | França         | FDJ          |
| Garmin-Sharp            | Estados Unidos | GRS          |
| Giant-Shimano           | Países Baixos  | GIA          |
| Katusha                 | Rússia         | KAT          |
| Lampre-Merida           | Itália         | LAM          |
| Lotto-Belisol           | Bélgica        | LTB          |
| Movistar                | Espanha        | MOV          |
| Omega Pharma-Quick Step | Bélgica        | OPQ          |
| Orica-GreenEDGE         | Austrália      | OGE          |
| Team Sky                | Reino Unido    | SKY          |
| Tinkoff-Saxo            | Rússia         | TCS          |
| Trek Factory Racing     | Estados Unidos | TFR          |

| Equipas continentais profissionais | Equipas continentais profissionais | Equipas continentais profissionais |
| Nome da equipa                     | País                               | Código                             |
| ---------------------------------- | ---------------------------------- | ---------------------------------- |
| Bretagne-Séché Meio ambiente       | França                             | BSE                                |
| Cofidis                            | França                             | COF                                |
| IAM                                | Suíça                              | IAM                                |
| NetApp-Endura                      | Alemanha                           | TNE                                |
| Topsport Vlaanderen-Baloise        | Bélgica                            | TSV                                |
| UnitedHealthcare                   | Estados Unidos                     | UHC                                |
| Wanty-Groupe Gobert                | Bélgica                            | WGG                                |

### Favoritos
O Suíça Fabian Cancellara (Trek Factory Racing) é o grande favorito a sua própria sucessão. Suíça tem dominado seus adversários na semana precedente na Volta à Flandres e nada não parece poder o impedir de levantar uma nova vez os braços no velódromo de Roubaix.
Sem atingir o nível na rondada, o belga Tom Boonen (Omega Pharma-Quick Step) não parece conseguir acompanhar com o suíço este ano mas fica sempre um vencedor potencial. A táctica da sua equipa descansar-se-á pode ser nos ombros do neerlandês Niki Terpstra terceiro e quinto das duas edições precedentes. A formação belga poderá também contar no checo Zdeněk Štybar e outro belga Stijn Vandenbergh. Segundo no ano precedente e em vista na rondada, o belga Sep Vanmarcke (Belkin) faz figura de principal adversário de Cancellara mas deverá no entanto desfazer-se do suíço para evitar uma chegada ao sprint.
A surpresa pode vir do norueguês Alexander Kristoff (Katusha). Nono no ano precedente, vencedor de Milão-Sanremo e quinto da recente Tour de Frandres, não cessa de surpreender desde o começo da temporada. Entre as demais favoritos potenciais, pode-se citar o belga Greg Van Avermaet (BMC Racing) quarto no ano precedente e segundo da rodada ou ainda o neerlandés Sebastian Langeveld (Garmin-Sharp) regularmente concorrente nas carreiras empredadas. Finalmente, o eslovaco Peter Sagan (Cannondale) pode também vencer o Inferno de Norte. Vencedor do grande Prêmio E3, tem mostrado limites no Tour de Frandres.
Do lado dos franceses, anota-se a desistência de Sylvain Chavanel (IAM) doente. No entanto, ambos melhores atletas francesas são presentes com ambos membros da formação AG2R La Mondiale Damien Gaudin (quinto em 2013) e Sébastien Turgot (décimo em 2013 e segundo em 2012).
Vários corredores, que têm brilhado já nesta prova ou que tem algumas referências no empredado podem igualmente brilhar : o neerlandés Lars Boom (Belkin), os noruegos Thor Hushovd (BMC Racing) e Edvald Boasson Hagen (Team Sky), o britânico Geraint Thomas colega deste último, o francês Yoann Offredo (Fdj.fr), o vencedor em 2011 o belga Johan Vansummeren (Garmin-Sharp) e seus compatriotas Jürgen Roelandts (Lotto-Belisol) e Stijn Devolder (Trek Factory Racing) e o italiano Filippo Pozzato (Lampre-Merida).
O britânico Bradley Wiggins (Sky) anunciou ter feito de Paris Roubaix o seu novo objectivo. É pois alinhado pela sua equipa e será o primeiro vencedor do Tour de France a correr na carreira desde 22 anos.

## Sectores de pavé
Estes são os 28 sectores de pavé que deveram transitar, para totalizar os 51,1 km.
| Sector | Quilómetro | Nomeie                                  | Comprimento (m) | Dificuldade       |
| 28     | 97,5       | Troisvilles-Inchy                       | 2200            | * · * · *         |
| 27     | 104        | Viesly-Quiévy                           | 1800            | * · * · *         |
| 26     | 106,5      | Quiévy-Saint-Python                     | 3700            | * · * · * · *     |
| 25     | 111        | Saint-Python                            | 1500            | * · *             |
| 24     | 119,5      | Solesmes-Haussy                         | 800             | * · *             |
| 23     | 136        | Saulzoir-Verchain-Maugré                | 1200            | * · *             |
| 22     | 130,5      | Verchain-Maugré-Quérénaing              | 1600            | * · * · *         |
| 21     | 135        | Quérénaing-Famars                       | 1200            | * · *             |
| 20     | 140,5      | Maing-Monchaux-sur-Écaillon             | 1600            | * · * · *         |
| 19     | 153        | Haveluy-Wallers                         | 2500            | * · * · * · *     |
| 18     | 161,5      | Trouée d'Arenberg                       | 2400            | * · * · * · * · * |
| 17     | 167,5      | Wallers-Hélesmes                        | 1600            | * · * · *         |
| 16     | 174,5      | Hornaing-Wandignies-Hamage              | 3700            | * · * · * · *     |
| 15     | 182        | Warlaing-Brillon                        | 2400            | * · * · *         |
| 14     | 185        | Tilloy-lez-Marchiennes-Sars-et-Rosières | 2400            | * · * · * · *     |
| 13     | 191,5      | Beuvry-la-Forêt-Orchies                 | 1400            | * · * · *         |
| 12     | 196,5      | Orchies                                 | 1700            | * · * · *         |
| 11     | 202,5      | Auchy-lez-Orchies-Bersée                | 2700            | * · * · * · *     |
| 10     | 208        | Mons-en-Pévèle                          | 3000            | * · * · * · * · * |
| 9      | 214        | Mérignies-Avelin                        | 700             | * · *             |
| 8      | 217,5      | Pont-Thibaut-Ennevelin                  | 1400            | * · * · *         |
| 7      | 223,5      | Moulin-de-Vertain                       | 500             | * · *             |
| 6-2    | 230        | Cysoing-Bourghelles                     | 1300            | * · * · * · *     |
| 6-1    | 232,5      | Bourghelles-Wannehain                   | 1100            | * · * · *         |
| 5      | 237        | Camphin-en-Pévèle                       | 1800            | * · * · * · *     |
| 4      | 240        | Carrefour de l'Arbre                    | 2100            | * · * · * · * · * |
| 3      | 242        | Gruson                                  | 1100            | * · *             |
| 2      | 249        | Willems-Hem                             | 1400            | * · *             |
| 1      | 256        | Roubaix                                 | 300             | *                 |
| Total  | Total      | Total                                   | 51.100 m        | 51.100 m          |

## Desenvolvimento

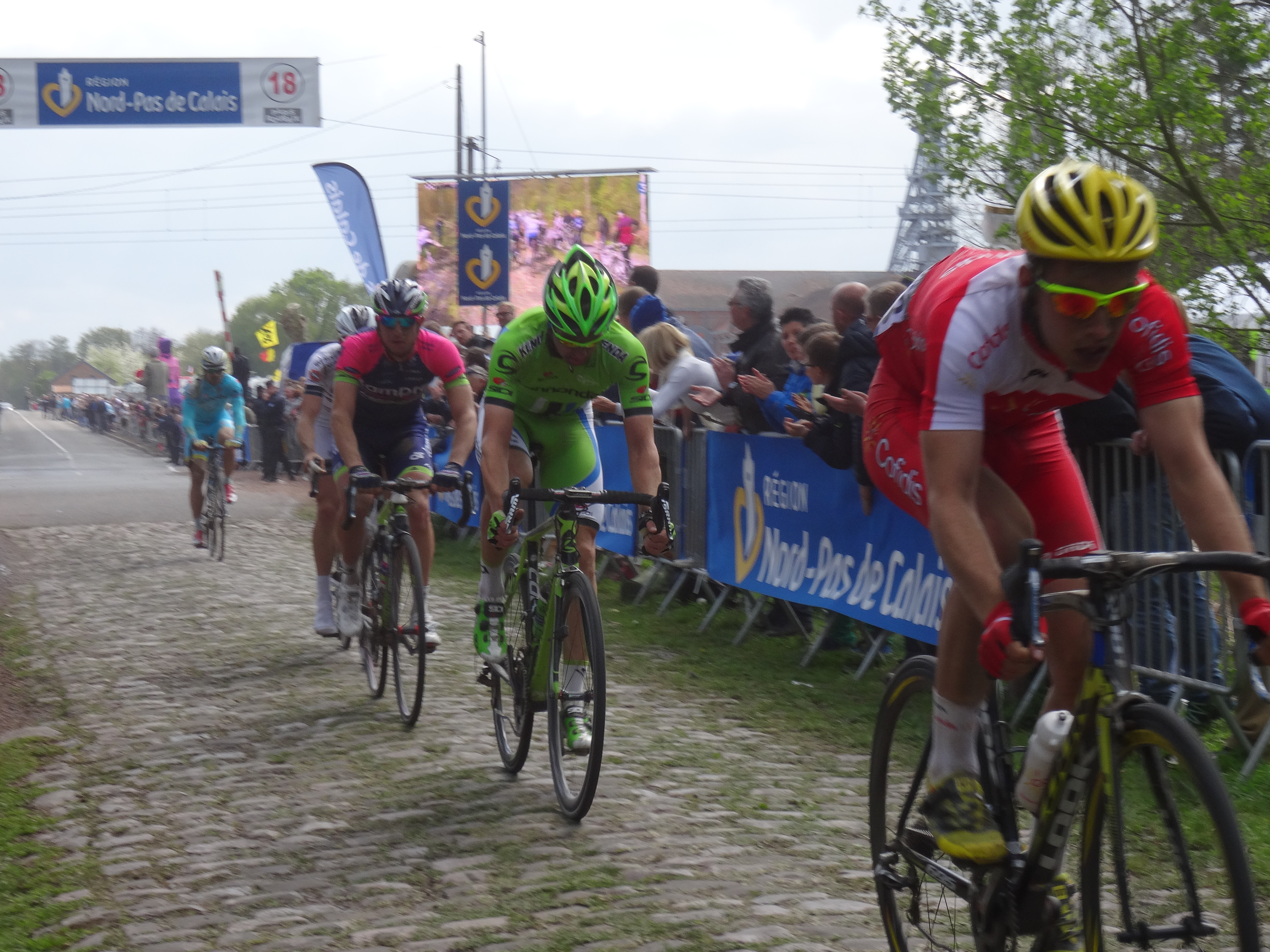
Começo da Trouée d'Arenberg.

A carreira começou com uma fuga de 8 corredores que chegaram a ter até 10 minutos de renda. Eles eram Benoît Jarrier, Kenny Dehaes, Michal Kolář, David Boucher, Tim De Troyer, Clément Koretzky, Andreas Schillinger e John Murphy.
Ao chegar ao primeiro sector de pavé de 5 estrelas (Trouée d'Arenberg), a diferença tinha-se reduzido a pouco mais de 4 minutos e a fuga perdeu a 4 unidades, ficando 4 em cabeça de carreira, Jarrier, De Troyer, Schillinger e Murphy e este último ficou pouco mais adiante no sector Warlaing-Brillon. A falta de 70 km, a fuga de 3 já contava só com um minuto 40 segundos.
O duelo previsível entre o Omega de Tom Boonen (que procurava sua quinta Paris-Roubaix) e o Trek de Fabian Cancellara (que procurava a quarta), começou quando o belga conseguiu fugarse do pelotão faltando 64 km, na passagem pelo sector de pavé Beuvry-a-Foret-Orchies. Boonen deu caça a um grupo intermediário que se tinha formado e que integravam Geraint Thomas, Damien Gaudin, Matthieu Ladagnous, Maarten Tjallingii, Aleksejs Saramotins, Bert De Backer, Julien Fouchard e Yannick Martinez. Posteriormente (faltando 61 km), este grupo de 9 atingiu aos 3 sobrevivientes da fuga inicial. Os 12 ciclistas em cabeça de carreira se disgregaron no seguinte trecho de pavé (Orchies) ficando 6 escapados que eram; Boonen, Gaudin, Thomas, De Backer, Ladagnous e Martínez. Boonen não encontrou demasiada colaboração já que só Geraint Thomas lhe dava relevos e o pelotão a impulso do BMC começou a descontar. No seguinte sector (Auchy-lez-Orchies-Bersée), a fuga perdeu a Gaudin e Ladagnous, enquanto o pelotão esteve bem perto de atingí-los, mas do mesmo saíram Thor Hushovd e Bram Tankink ligando com a fuga. No sector de Mons-en-Pévèle, voltaram a abrir um oco de 30 segundos a um já reduzido pelotão que os perseguia e que depois ampliaram a 50 ao chegar a Pont-Thibaut. Neste sector, lançou um ataque Sep Vanmarcke que obrigou a Fabian Cancellara a ir em seu procura. Essa aceleração reduziu a renda dos fugados, o que motivou a Peter Sagan a sair em seu procura.

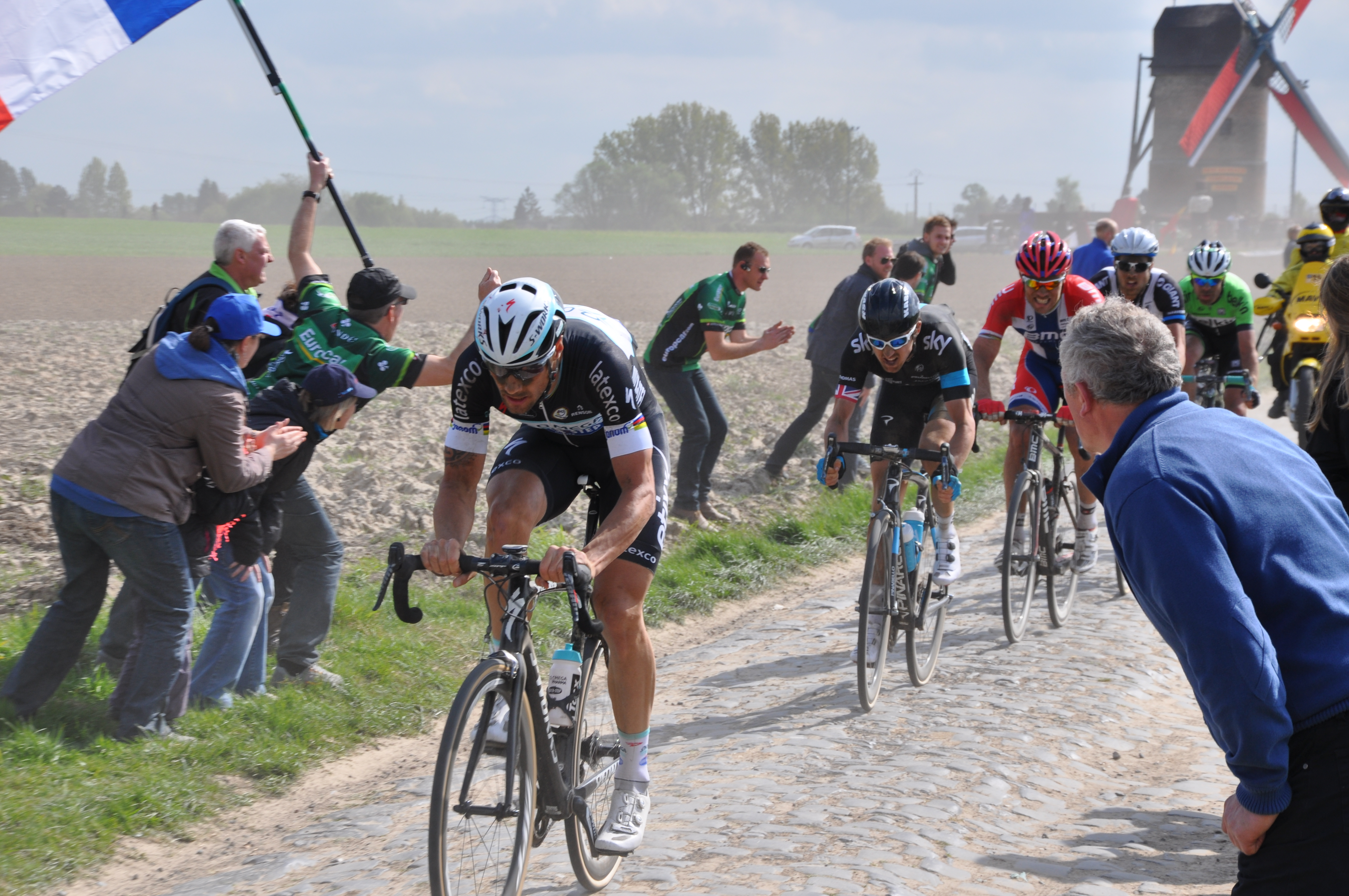
Tom Boonen encabeçando a fuga no sector de Moulin-de-Vertain

A falta de 30 km, os 6 mantinham-se em cabeça de carreira, seguidos por Sagan e Maarten Wynants a 20 segundos e o pelotão a 32. O eslovaco entrou na fuga a falta de 25 km, enquanto o pelotão seguia-se acercando. Quando ficavam 21 km e ante o iminente final da fuga, Sagan o tentou em solitário. Com a fuga já absorvida, no sector de Camphin-en-Pévèle a 19 km do final, Sep Vanmarcke fez uma asceleración e Cancellara foi depois dele. Enquanto, uma queda de Lars Boom numa curva prejudicou a Boonen que tentava os atingir, ficando algo rezagado e foi superado por John Degenkolb e Zdeněk Štybar que sim conseguiram chegar. Os 4 abriram oco e caçaram a Sagan no sector de Carrefour de l'Arbre, quando só ficavam 15 km para o final. Por detrás, perseguiam-nos 6 corredores que eram; Boonen, Bradley Wiggins, Geraint Thomas, Sebastian Langeveld, Bert de Baker e Niki Terpstra. A diferença entre os dois grupos era de 15-20 segundos, mas a indecisión do grupo fugado de ir para adiante, fez que se unissem faltando 9 km.
A Omega tinha superioridade numérica, contando com três ciclistas na cabeça de carreira (Boonen, Terpstra e Stybar). Depois de passar pelo último sector de pavé (Willems-Hem) e a falta de 6 km, atacou Niki Terpstra em forma solitária. A marcação entre Boonen e Cancellara e a indecisão dos demais, somado ao desgaste de forças realizado, fizeram que pouco a pouco Terpstra fora sacando diferenças.
Finalmente, o neerlandês chegou ao velódromo de Roubaix com 20 segundos de vantagem, ganhando a sua primeira Paris-Roubaix. O grupo, limitou-se a brigar pelo segundo lugar que foi ocupado por John Degenkolb, sendo Cancellara terceiro.

## Classificações Classificação final
|    | Corredor            | País          | Equipa                  |    | Tempo             | Pontos UCI |
| -- | ------------------- | ------------- | ----------------------- | -- | ----------------- | ---------- |
| 1  | Niki Terpstra       | Países Baixos | Omega Pharma-Quick Step | em | '6 h 09 min 01 se | 100        |
| 2  | John Degenkolb      | Alemanha      | Giant-Shimano           | +  | 20 s              | 80         |
| 3  | Fabian Cancellara   | Suíça         | Trek Factory Racing     |    | 20 s              | 70         |
| 4  | Sep Vanmarcke       | Bélgica       | Belkin                  |    | 20 s              | 60         |
| 5  | Zdeněk Štybar       | Chéquia       | Omega Pharma-Quick Step |    | 20 s              | 50         |
| 6  | Peter Sagan         | Eslováquia    | Cannondale              |    | 20 s              | 40         |
| 7  | Geraint Thomas      | Reino Unido   | Team Sky                |    | 20 s              | 30         |
| 8  | Sebastian Langeveld | Países Baixos | Garmin-Sharp            |    | 20 s              | 20         |
| 9  | Bradley Wiggins     | Reino Unido   | Team Sky                |    | 20 s              | 10         |
| 10 | Tom Boonen          | Bélgica       | Omega Pharma-Quick Step |    | 20 s              | 4          |

### UCI World Tour
Esta Paris-Roubaix atribui pontos para o UCI World Tour de 2014, por equipas unicamente às equipas que têm um estatuto ProTeam, individualmente unicamente aos corredores das equipas que têm um estatuto ProTeam.
| Posição.            | 1.º | 2.º | 3.º | 4.º | 5.º | 6.º | 7.º | 8.º | 9.º | 10.º |
| Classificação geral | 100 | 80  | 70  | 60  | 50  | 40  | 30  | 20  | 10  | 4    |

## Lista dos participantes
- Lista de saída completa

| Legenda | Legenda                                                                          | Legenda | Legenda                                              |
| ------- | -------------------------------------------------------------------------------- | ------- | ---------------------------------------------------- |
| Num     | Jersey de saída levada pelo corredor esta Paris-Roubaix                          | Pos     | Posição à chegada da corrida                         |
|         | Indica uma camisola de campeão nacional ou mundial, conforme a sua especialidade | NP      | Indica um corredor que não tomou a saída da corrida  |
| AB      | Indica um corredor que não terminou a corrida                                    | HD      | Indica um corredor terminou a etapa fora de controle |

| Trek Factory Racing TFR | Trek Factory Racing TFR         | Trek Factory Racing TFR |
| ----------------------- | ------------------------------- | ----------------------- |
| Num                     | Corredor                        | Pos                     |
| 1                       | Fabian Cancellara (SUI)         | 3.º                     |
| 2                       | Markel Irizar (ESP)             | 94.º                    |
| 3                       | Yaroslav Popovych (UKR)         | 114.º                   |
| 4                       | Grégory Rast (SUI)              | 99.º                    |
| 5                       | Hayden Roulston (NZL) (Estrada) | AB                      |
| 6                       | Jesse Sergent (NZL)             | 120.º                   |
| 7                       | Jasper Stuyven (BEL)            | 55.º                    |
| 8                       | Boy van Poppel (NED)            | 53.º                    |

| Belkin BEL | Belkin BEL               | Belkin BEL |
| ---------- | ------------------------ | ---------- |
| Num        | Corredor                 | Pos        |
| 11         | Sep Vanmarcke (BEL)      | 4.º        |
| 12         | Lars Boom (NED)          | 37.º       |
| 13         | Tom Leezer (NED)         | 85.º       |
| 14         | Bram Tankink (NED)       | 26.º       |
| 15         | Maarten Tjallingii (NED) | 51.º       |
| 16         | Jos van Emden (NED)      | 18.º       |
| 17         | Robert Wagner (GER)      | 77.º       |
| 18         | Maarten Wynants (BEL)    | 39.º       |

| Omega Pharma-Quick Step OPQ | Omega Pharma-Quick Step OPQ    | Omega Pharma-Quick Step OPQ |
| --------------------------- | ------------------------------ | --------------------------- |
| Num                         | Corredor                       | Pos                         |
| 21                          | Tom Boonen (BEL)               | 10.º                        |
| 22                          | Iljo Keisse (BEL)              | AB                          |
| 23                          | Nikolas Maes (BEL)             | AB                          |
| 24                          | Zdeněk Štybar (CZE)            | 5.º                         |
| 25                          | Niki Terpstra (NED)            | 1.º                         |
| 26                          | Matteo Trentin (ITA)           | 95.º                        |
| 27                          | Guillaume Van Keirsbulck (BEL) | 84.º                        |
| 28                          | Stijn Vandenbergh (BEL)        | 16.º                        |

| BMC Racing BMC | BMC Racing BMC                | BMC Racing BMC |
| -------------- | ----------------------------- | -------------- |
| Num            | Corredor                      | Pos            |
| 31             | Greg Van Avermaet (BEL)       | 17.º           |
| 32             | Marcus Burghardt (GER)        | 22.º           |
| 33             | Silvan Dillier (SUI)          | AB             |
| 34             | Thor Hushovd (NOR) (Estrada)  | 19.º           |
| 35             | Taylor Phinney (USA)          | 30.º           |
| 36             | Manuel Quinziato (ITA)        | 96.º           |
| 37             | Michael Schär (SUI) (Estrada) | 34.º           |
| 38             | Danilo Wyss (SUI)             | 76.º           |

| Orica-GreenEDGE OGE | Orica-GreenEDGE OGE   | Orica-GreenEDGE OGE |
| ------------------- | --------------------- | ------------------- |
| Num                 | Corredor              | Pos                 |
| 41                  | Mathew Hayman (AUS)   | 41.º                |
| 42                  | Sam Bewley (NZL)      | AB                  |
| 43                  | Mitchell Docker (AUS) | 29.º                |
| 44                  | Luke Durbridge (AUS)  | 90.º                |
| 45                  | Michael Hepburn (AUS) | 133.º               |
| 46                  | Jens Keukeleire (BEL) | 25.º                |
| 47                  | Aidis Kruopis (LTU)   | AB                  |
| 48                  | Jens Mouris (NED)     | 118.º               |

| Team Sky SKY | Team Sky SKY               | Team Sky SKY |
| ------------ | -------------------------- | ------------ |
| Num          | Corredor                   | Pos          |
| 51           | Bradley Wiggins (GBR)      | 9.º          |
| 52           | Edvald Boasson Hagen (NOR) | 21.º         |
| 53           | Bernhard Eisel (AUT)       | 13.º         |
| 54           | Christian Knees (GER)      | 65.º         |
| 55           | Salvatore Puccio (ITA)     | 112.º        |
| 56           | Gabriel Rasch (NOR)        | 117.º        |
| 57           | Luke Rowe (GBR)            | 31.º         |
| 58           | Geraint Thomas (GBR)       | 7.º          |

| Katusha KAT | Katusha KAT                       | Katusha KAT |
| ----------- | --------------------------------- | ----------- |
| Num         | Corredor                          | Pos         |
| 61          | Alexander Kristoff (NOR)          | AB          |
| 62          | Vladimir Gusev (RUS)              | 92.º        |
| 63          | Vladimir Isaychev (RUS) (Estrada) | 126.º       |
| 64          | Aliaksandr Kuschynski (BLR)       | AB          |
| 65          | Viatcheslav Kouznetsov (RUS)      | 57.º        |
| 66          | Luca Paolini (ITA)                | 74.º        |
| 67          | Rüdiger Selig (GER)               | 136.º       |
| 68          | Gatis Smukulis (LAT)              | 86.º        |

| AG2R La Mondiale ALM | AG2R La Mondiale ALM     | AG2R La Mondiale ALM |
| -------------------- | ------------------------ | -------------------- |
| Num                  | Corredor                 | Pos                  |
| 71                   | Sébastien Turgot (FRA)   | 14.º                 |
| 72                   | Gediminas Bagdonas (LTU) | 47.º                 |
| 73                   | Steve Chainel (FRA)      | 27.º                 |
| 74                   | Damien Gaudin (FRA)      | 110.º                |
| 75                   | Hugo Houle (CAN)         | 142.º                |
| 76                   | Yauheni Hutarovich (BLR) | 46.º                 |
| 77                   | Sébastien Minard (FRA)   | 23.º                 |
| 78                   | Lloyd Mondory (FRA)      | AB                   |

| Garmin-Sharp GRS | Garmin-Sharp GRS          | Garmin-Sharp GRS |
| ---------------- | ------------------------- | ---------------- |
| Num              | Corredor                  | Pos              |
| 81               | Johan Vansummeren (BEL)   | 38.º             |
| 82               | Jack Bauer (NZL)          | 105.º            |
| 83               | Tyler Farrar (USA)        | 67.º             |
| 84               | Lasse Norman Hansen (DEN) | AB               |
| 85               | Raymond Kreder (NED)      | 125.º            |
| 86               | Sebastian Langeveld (NED) | 8.º              |
| 87               | David Millar (GBR)        | 113.º            |
| 88               | Dylan van Baarle (NED)    | 64.º             |

| Fdj.fr FDJ | Fdj.fr FDJ               | Fdj.fr FDJ |
| ---------- | ------------------------ | ---------- |
| Num        | Corredor                 | Pos        |
| 91         | Matthieu Ladagnous (FRA) | 32.º       |
| 92         | William Gorra (FRA)      | 88.º       |
| 93         | David Boucher (FRA)      | AB         |
| 94         | Mickaël Delage (FRA)     | AB         |
| 95         | Arnaud Démare (FRA)      | 12.º       |
| 96         | Murilo Fischer (BRA)     | 111.º      |
| 97         | Johan Le Bon (FRA)       | AB         |
| 98         | Yoann Offredo (FRA)      | 59.º       |

| Cannondale CAN | Cannondale CAN              | Cannondale CAN |
| -------------- | --------------------------- | -------------- |
| Num            | Corredor                    | Pos            |
| 101            | Peter Sagan (SVK) (Estrada) | 6.º            |
| 102            | Maciej Bodnar (POL)         | 42.º           |
| 103            | Ted King (USA)              | AB             |
| 104            | Kristjan Koren (SLO)        | 36.º           |
| 105            | Matthias Krizek (AUT)       | 87.º           |
| 106            | Paolo Longo Borghini (ITA)  | 72.º           |
| 107            | Alan Marangoni (ITA)        | 101.º          |
| 108            | Fabio Sabatini (ITA)        | AB             |

| Lampre-Merida LAM | Lampre-Merida LAM       | Lampre-Merida LAM |
| ----------------- | ----------------------- | ----------------- |
| Num               | Corredor                | Pos               |
| 111               | Filippo Pozzato (ITA)   | 50.º              |
| 112               | Niccolò Bonifazio (ITA) | AB                |
| 113               | Davide Cimolai (ITA)    | AB                |
| 114               | Elia Favilli (ITA)      | AB                |
| 115               | Roberto Ferrari (ITA)   | AB                |
| 116               | Sacha Modolo (ITA)      | AB                |
| 117               | Andrea Palini (ITA)     | 80.º              |
| 118               | Luca Wackermann (ITA)   | AB                |

| Giant-Shimano GIA | Giant-Shimano GIA                 | Giant-Shimano GIA |
| ----------------- | --------------------------------- | ----------------- |
| Num               | Corredor                          | Pos               |
| 121               | John Degenkolb (GER)              | 2.º               |
| 122               | Nikias Arndt (GER)                | 100.º             |
| 123               | Bert De Backer (BEL)              | 11.º              |
| 124               | Koen de Kort (NED)                | 83.º              |
| 125               | Reinardt Janse van Rensburg (RSA) | 69.º              |
| 126               | Ramon Sinkeldam (NED)             | 116.º             |
| 127               | Tom Stamsnijder (NED)             | AB                |
| 128               | Roy Curvers (NED)                 | AB                |

| Lotto-Belisol LTB | Lotto-Belisol LTB      | Lotto-Belisol LTB |
| ----------------- | ---------------------- | ----------------- |
| Num               | Corredor               | Pos               |
| 131               | Lars Ytting Bak (DEN)  | 109.º             |
| 132               | Kris Boeckmans (BEL)   | AB                |
| 133               | Vegard Breen (NOR)     | 129.º             |
| 134               | Stig Broeckx (BEL)     | 58.º              |
| 135               | Kenny Dehaes (BEL)     | 130.º             |
| 136               | Jens Debusschere (BEL) | 75.º              |
| 137               | Marcel Sieberg (GER)   | AB                |
| 138               | Boris Vale (BEL)       | AB                |

| Europcar EUC | Europcar EUC           | Europcar EUC |
| ------------ | ---------------------- | ------------ |
| Num          | Corredor               | Pos          |
| 141          | Vincent Jérôme (FRA)   | AB           |
| 142          | Jérôme Primo (FRA)     | AB           |
| 143          | Antoine Duchesne (CAN) | AB           |
| 144          | Jimmy Engoulvent (FRA) | AB           |
| 145          | Yohann Gene (FRA)      | AB           |
| 146          | Yannick Martinez (FRA) | 24.º         |
| 147          | Alexandre Pichot (FRA) | 43.º         |
| 148          | Björn Thurau (GER)     | AB           |

| IAM | IAM                                 | IAM   |
| --- | ----------------------------------- | ----- |
| Num | Corredor                            | Pos   |
| 151 | Roger Kluge (GER)                   | 44.º  |
| 152 | Marcel Aregger (SUI)                | AB    |
| 153 | Heinrich Haussler (AUS)             | 91.º  |
| 154 | Sébastien Hinault (FRA)             | 115.º |
| 155 | Dominic Klemme (GER)                | 119.º |
| 156 | Matteo Pelucchi (ITA)               | AB    |
| 157 | Jérôme Pineau (FRA)                 | AB    |
| 158 | Aleksejs Saramotins (LAT) (Estrada) | 62.º  |

| Movistar MOV | Movistar MOV                  | Movistar MOV |
| ------------ | ----------------------------- | ------------ |
| Num          | Corredor                      | Pos          |
| 161          | Alex Dowsett (GBR)            | AB           |
| 162          | Imanol Erviti (ESP)           | 61.º         |
| 163          | José Iván Gutiérrez (ESP)     | AB           |
| 164          | Jesús Herrada (ESP) (Estrada) | AB           |
| 165          | Juan José Lobato (ESP)        | AB           |
| 166          | Dayer Quintana (COL)          | AB           |
| 167          | Jasha Sütterlin (GER)         | 124.º        |
| 168          | Francisco Ventoso (ESP)       | 54.º         |

| Astana Pro Team AST | Astana Pro Team AST      | Astana Pro Team AST |
| ------------------- | ------------------------ | ------------------- |
| Num                 | Corredor                 | Pos                 |
| 171                 | Borut Božič (SLO)        | 40.º                |
| 172                 | Daniil Fominykh (KAZ)    | 135.º               |
| 173                 | Dmitriy Gruzdev (KAZ)    | 71.º                |
| 174                 | Evan Huffman (USA)       | AB                  |
| 175                 | Valentin Iglinskiy (KAZ) | 137.º               |
| 176                 | Armam Kamyshev (KAZ)     | AB                  |
| 177                 |                          |                     |
| 178                 | Ruslan Tleubayev (KAZ)   | 106.º               |

| Tinkoff-Saxo TCS | Tinkoff-Saxo TCS               | Tinkoff-Saxo TCS |
| ---------------- | ------------------------------ | ---------------- |
| Num              | Corredor                       | Pos              |
| 181              | Manuele Boaro (ITA)            | AB               |
| 182              | Jesper Hansen (ITA)            | AB               |
| 183              | Christopher Juul Jensen (DEN)  | 73.º             |
| 184              | Michal Kolář (SVK)             | 141.º            |
| 185              | Marko Kump (SLO)               | 98.º             |
| 186              | Michael Mørkøv (DEN) (Estrada) | 52.º             |
| 187              | Nicki Sørensen (DEN)           | 89.º             |
| 188              | Nikolay Trusov (RUS)           | 35.º             |

| Bretagne-Séché Meio ambiente BSE | Bretagne-Séché Meio ambiente BSE | Bretagne-Séché Meio ambiente BSE |
| -------------------------------- | -------------------------------- | -------------------------------- |
| Num                              | Corredor                         | Pos                              |
| 191                              | Erwann Corbel (FRA)              | AB                               |
| 192                              | Brice Feillu (FRA)               | 48.º                             |
| 193                              | Benoît Jarrier (FRA)             | 45.º                             |
| 194                              | Clément Koretzky (FRA)           | 102.º                            |
| 195                              | Christophe Laborie (FRA)         | AB                               |
| 196                              | Vegard Stake Laengen (NOR)       | AB                               |
| 197                              | Benjamin O Montagner (FRA)       | AB                               |
| 198                              | Pierre-Luc Périchon (FRA)        | 128.º                            |

| Wanty-Groupe Gobert WGG | Wanty-Groupe Gobert WGG   | Wanty-Groupe Gobert WGG |
| ----------------------- | ------------------------- | ----------------------- |
| Num                     | Corredor                  | Pos                     |
| 201                     | Björn Leukemans (BEL)     | 15.º                    |
| 202                     | Tim De Troyer (BEL)       | 97.º                    |
| 203                     | Laurens De Vreese (BEL)   | 33.º                    |
| 204                     | Jempy Drucker (LUX)       | 20.º                    |
| 205                     | Wesley Kreder (NED)       | 104.º                   |
| 206                     | Mirko Selvaggi (ITA)      | 139.º                   |
| 207                     | James Vanlandschoot (BEL) | 79.º                    |
| 208                     | Frederik Veuchelen (BEL)  | AB                      |

| Cofidis COF | Cofidis COF              | Cofidis COF |
| ----------- | ------------------------ | ----------- |
| Num         | Corredor                 | Pos         |
| 211         | Julien Fouchard (FRA)    | 60.º        |
| 212         | Egoitz García (ESP)      | 82.º        |
| 213         | Gert Jõeäär (É)          | AB          |
| 214         | Christophe Laporte (FRA) | 103.º       |
| 215         | Cyril Lemoine (FRA)      | AB          |
| 216         | Adrien Petit (FRA)       | 28.º        |
| 217         | Florian Sénéchal (FRA)   | 49.º        |
| 218         | Louis Verhelst (BEL)     | AB          |

| Topsport Vlaanderen-Baloise TSV | Topsport Vlaanderen-Baloise TSV | Topsport Vlaanderen-Baloise TSV |
| ------------------------------- | ------------------------------- | ------------------------------- |
| Num                             | Corredor                        | Pos                             |
| 221                             | Jelle Wallays (BEL)             | 70.º                            |
| 222                             | Tim Declercq (BEL)              | AB                              |
| 223                             | Yves Lampaert (BEL)             | 108.º                           |
| 224                             | Jarl Salomein (BEL)             | 78.º                            |
| 225                             | Stijn Steels (BEL)              | 68.º                            |
| 226                             | Edward Theuns (BEL)             | 107.º                           |
| 227                             | Kenneth Vanbilsen (BEL)         | AB                              |
| 282                             | Preben Van Hecke (BEL)          | 123.º                           |

| NetApp-Endura TNE | NetApp-Endura TNE         | NetApp-Endura TNE |
| ----------------- | ------------------------- | ----------------- |
| Num               | Corredor                  | Pos               |
| 231               | Jan Bárta (CZE)           | 131.º             |
| 232               | Sam Bennett (IRL)         | 134.º             |
| 233               | Zakkari Dempster (AUS)    | 56.º              |
| 234               | Blaž Jarc (SLO)           | 63.º              |
| 235               | Ralf Matzka (GER)         | 143.º             |
| 236               | Jonathan McEvoy (GBR)     | 93.º              |
| 237               | Andreas Schillinger (GER) | 66.º              |
| 238               | Michael Schwarzmann (GER) | AB                |

| UnitedHealthcare UHC | UnitedHealthcare UHC     | UnitedHealthcare UHC |
| -------------------- | ------------------------ | -------------------- |
| Num                  | Corredor                 | Pos                  |
| 241                  | Martijn Maaskant (NED)   | 81.º                 |
| 242                  | Alessandro Bazzana (ITA) | 127.º                |
| 243                  | Robert Förster (GER)     | 138.º                |
| 244                  | Davide Frattini (ITA)    | 140.º                |
| 245                  | Christopher Jones (USA)  | 122.º                |
| 246                  | John Murphy (USA)        | 121.º                |
| 247                  | Daniel Summerhill (USA)  | 132.º                |
| 248                  | Bradley White (USA)      | 144.º                |